# Coca-Colafabriek Sloterdijk

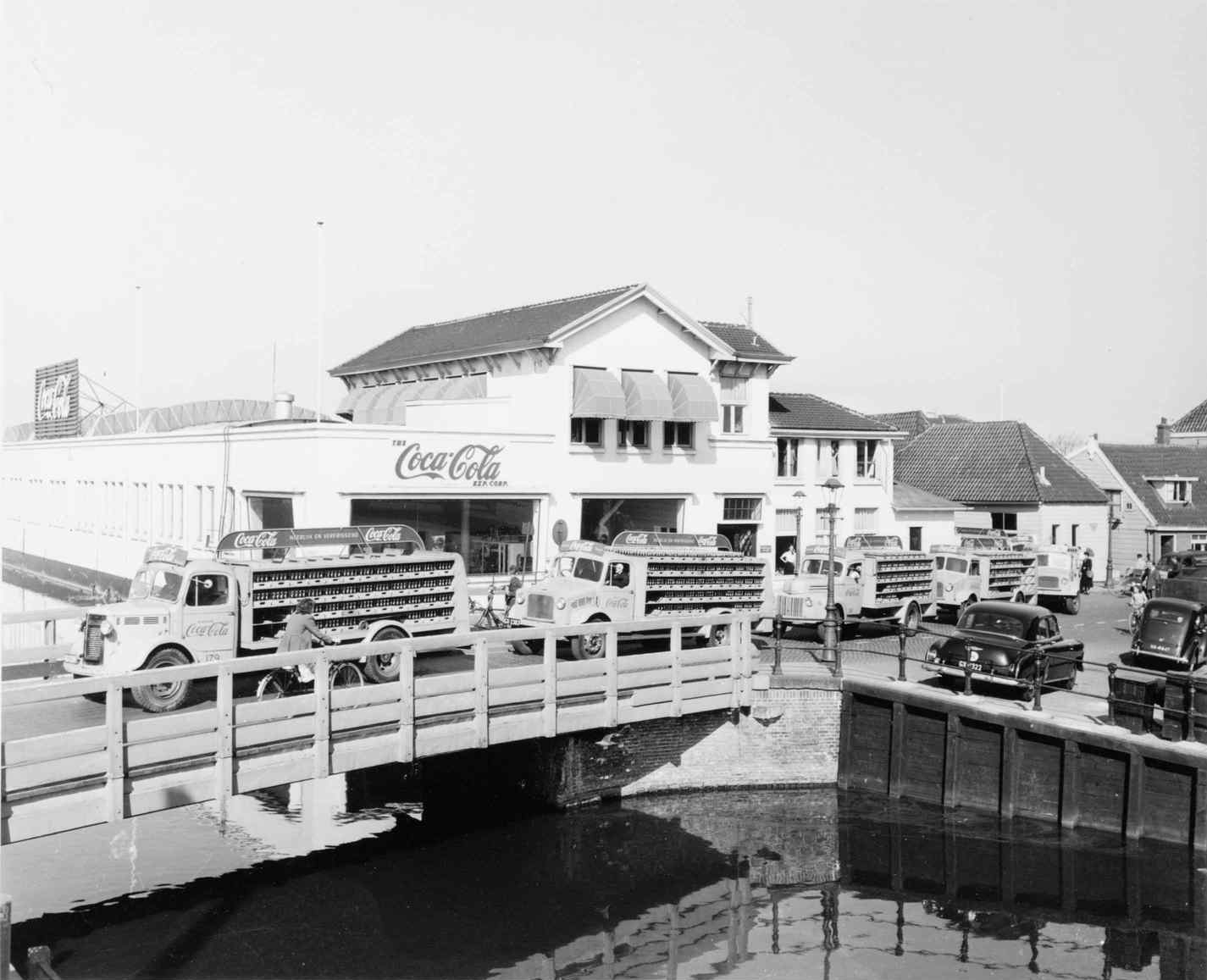
Coca-Cola fabriek en wagenpark in 1952

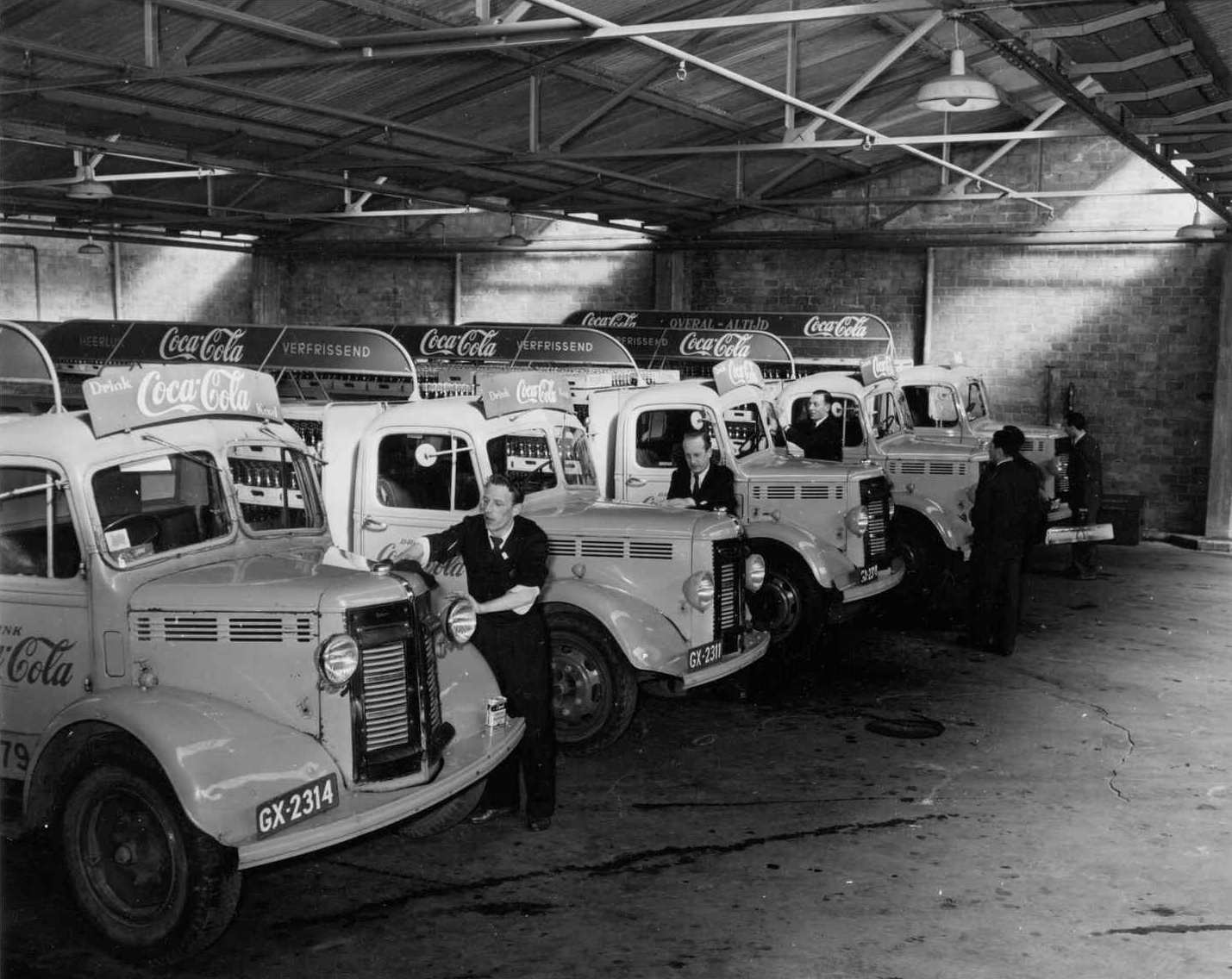
Garage van fabriek met vrachtwagens

De Coca-Colafabriek te Sloterdijk was de eerste bottelarij van Coca-Cola in Nederland. Deze werd in 1930 in gebruik genomen in Sloterdijk (gemeente Amsterdam). De fabriek was gevestigd in een opvallend laag, maar wel langgerekt gebouw van wit gepleisterde baksteen. De fabriek stond aan de Haarlemmertrekvaart, tussen de Haarlemmerweg met de tramlijn, aan de dorpsstraat en de spoorlijn naar Haarlem. 
Coca-Cola werd in Nederland in 1928 geïntroduceerd ter gelegenheid van de Olympische Spelen van Amsterdam. Er bestonden tot 1940 twee fabrieken, die in Amsterdam en daarna ook in Rotterdam. In mei 1940 werd de fabriek in Rotterdam, nog geen tien jaar oud, door het bombardement volledig verwoest en bleef alleen de fabriek in Amsterdam over. Er werd daarom gewerkt in vier ploegendiensten omdat alle afnemers waren aangewezen op de fabriek in Amsterdam. Het was een voor die tijd moderne fabriek met onder meer een flessenspoelmachine. Er was nooit voorraad en de vele vrachtwagens stonden geduldig te wachten tot ze volgeladen konden worden. In 1952 was er een speciale opdracht voor de Olympische Spelen in Finland waarbij in verband met de suiker-accijns ook de douane eraan te pas kwam. Ook waren er eigen bestelauto's met het embleem, om de bestellingen rond te brengen in Amsterdam en omgeving.

## Uitbreiding
Coca-Cola kende met de expansie van de welvaart ondertussen een enorme opmars en nam verspreid in het land fabrieken in gebruik. The Coca-Cola Export Corporation, Holland Branch beschikte in 1960 over zes fabrieken. De bestaande vestiging Sloterdijk kwam in het gedrang. Na het verdwijnen van de tram in 1957 werd de Haarlemmerweg verbreed. In de loop van de jaren 1960 begon ook de aanleg van de Einsteinweg (onderdeel van de A10-west) waardoor het westelijk deel van het dorp met ook de fabriek moesten verdwijnen. Coca-Cola Amsterdam verhuisde in 1961 naar een nieuw bedrijfspand aan de Joan Muyskenweg 25. Ter vervanging van de fabriek in Rotterdam was er in de jaren 1950 al een nieuwe bottelarij in Schiedam gekomen. De productie werd daar overgenomen. Sinds begin 21ste eeuw wordt alle Nederlandse Coca-Cola gemaakt in een fabriek te Dongen.
Op de plaats waar vroeger de fabriek was staat nu de Haarlemmerwegbrug, een viaduct in de Rijksweg 10.